# 薩繆爾·康威
薩繆爾·查爾斯·康威  （1965年6月4日—），又名 Kage叔叔（英語：Uncle Kage） ，是一位美國有機化學研究人員，主要從事制藥、生物醫學和農用化學品領域的研究。他拥有達特茅斯學院的化學博士學位。除了其科學事業之外，康威因參與兽迷圈的活动而聞名，自1999年起擔任Anthrocon的主席及主要籌辦人，該會議為全球最大型的獸迷大會之一。他同時也是一位出版作家，並曾擔任義務緊急應變協調員、娛樂節目主持人及拍賣師。

## 學術與科研活動
康威於1986年畢業於賓夕法尼亞州的烏爾辛納斯學院，随后进入新罕布夏州达特茅斯学院伯克（英語：Burke）化學實驗室進行研究，並於1991年獲得化學博士學位。他的論文涉及嘗試生成吲哚啉（indolyne，一种与吲哚相關的芳香化合物）。  
大學畢業後，康威在芝加哥擔任博士後研究員，之後曾分別擔任美國食品藥品監督管理局的合約人員、的研究員、的藥物化學家（1995年3月-1997年8月）和Message Pharmaceuticals的研究員（1997年8月-1999年4月）。 他曾在美國國家疾病研究交流中心從事器官分配工作兩年，隨後於2001年5月至2007年6月間，受聘於作物保護公司Cerexagri擔任法規化學家，之後轉任西氏亞洲有限公司的首席化學家。 截至2013年7月，他在北卡羅來納州洛里附近的一個團體工作。 
康威已發表十一篇專業出版物並擁有兩項專利。其中一項專利涉及與拉米夫定協同作用治療乙型肝炎的化合物； 另一項則與可回收包裝材料有關。他的研究成果曾發表於《杂环化合物》、《合成通讯》、《国际有机物制备与程序》、《水研究》、《质谱中的快速通信》、《抗菌药物和化疗》 、《當代有機化學》雜誌上。

## 同好活動
康威在Noreascon 3（1989年的世界科幻大会）上首次接觸到了獸迷文化， 並自 1990 年代初期起持續參與相關同好活動至今。

### 大会主席

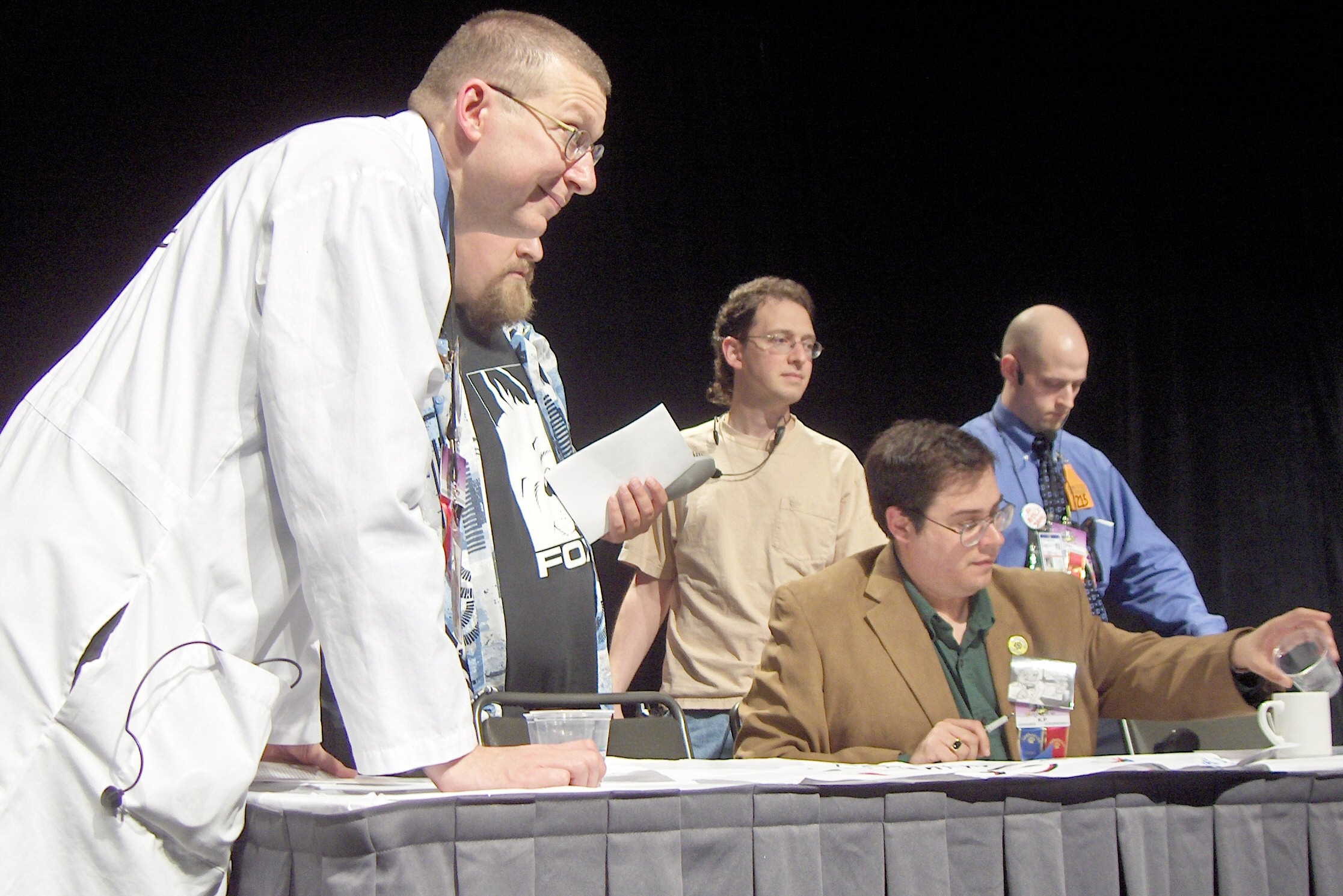
2007年，康威與 Anthrocon 工作人員

康威於1998年受邀擔任貴賓後，於1999年成為Anthrocon的主席。在他的領導下，Anthrocon完成法人化並遷至费城。1999年至2006年間，會議參加人數由842人增至2489人，因此不得不再度遷往匹兹堡；2008年參加人數達到3,390人。康威作為Anthrocon的公開代表，負責公關、洽談飯店合約、財務管理處理損害控制以及會議前、中、後的其他事務。他也會向粉絲們闡述如何向大眾展示獸迷文化。

#### 媒體應對

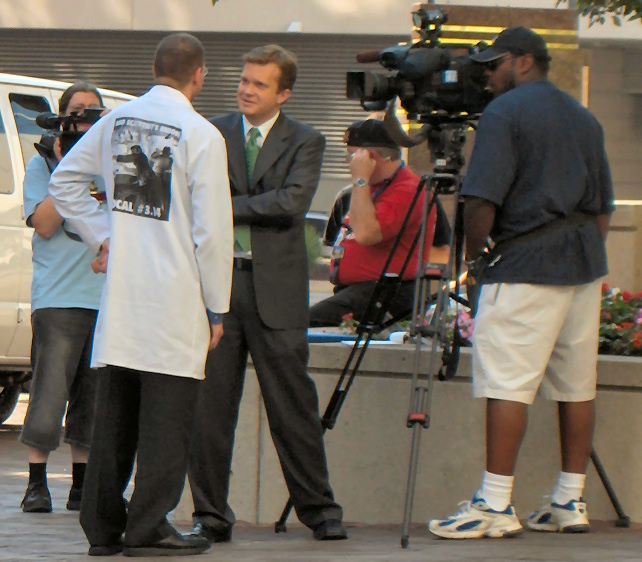
2006年，康威在Anthrocon 會議廳外與KDKA-TV記者交談

康威勸阻獸迷圈內的成員，尤其是Anthrocon的會員，不要大眾媒體和新聞媒體，部分原因在於例如2001年《浮華世界》文章中對其進行的聳動報導。 2003年，他表示對媒體的標準回應為：「Anthrocon是一個在私人場所舉辦的私人活動，其會員並不希望成為你們紀錄片的主題。」
然而，隨著Anthrocon於2006年遷往匹茲堡，康威對此態度有所放寬。雖然沒有電視、雜誌或小報的代表在場，但仍邀請了幾家報紙參與，包括匹茲堡論壇評論報、《匹茲堡郵報》以及印有預覽及詳細報導的《匹茲堡信使報》 。 當地電視台KDKA-TV到場時，康威在會議飯店外進行了簡短的電視訪問。 2006年11月，他亦接受了都柏林 98FM的廣播訪問。 Anthrocon至今仍對媒體進入會場及會員資訊保持嚴格管控，並制定了官方政策 ，禁止與未經授權的媒體成員進行未經監控的接觸。

### 說書人
康威自稱為「獸迷界的說書人」，每年在Anthrocon以的形式現身，進行說書活動。該節目通常包含四到五段延伸的個人軼事。他的藝名源自1994年在ConFurence上的首次讲故事经历，源自他的粉絲名影蟲五郎（英語：Shadow Bug Goro），此名稱參考了電影《影武者》。 
康威經常受邀在其他同好會議中分享故事，包括I-CON、Eurofurence、ConClave 及Camp Feral!。2004年，他的說書錄音總銷售額超過2,600美元；但由於目的是為了提高Anthrocon的會員數及知名度，因此並未取得盈利。

### 拍賣家

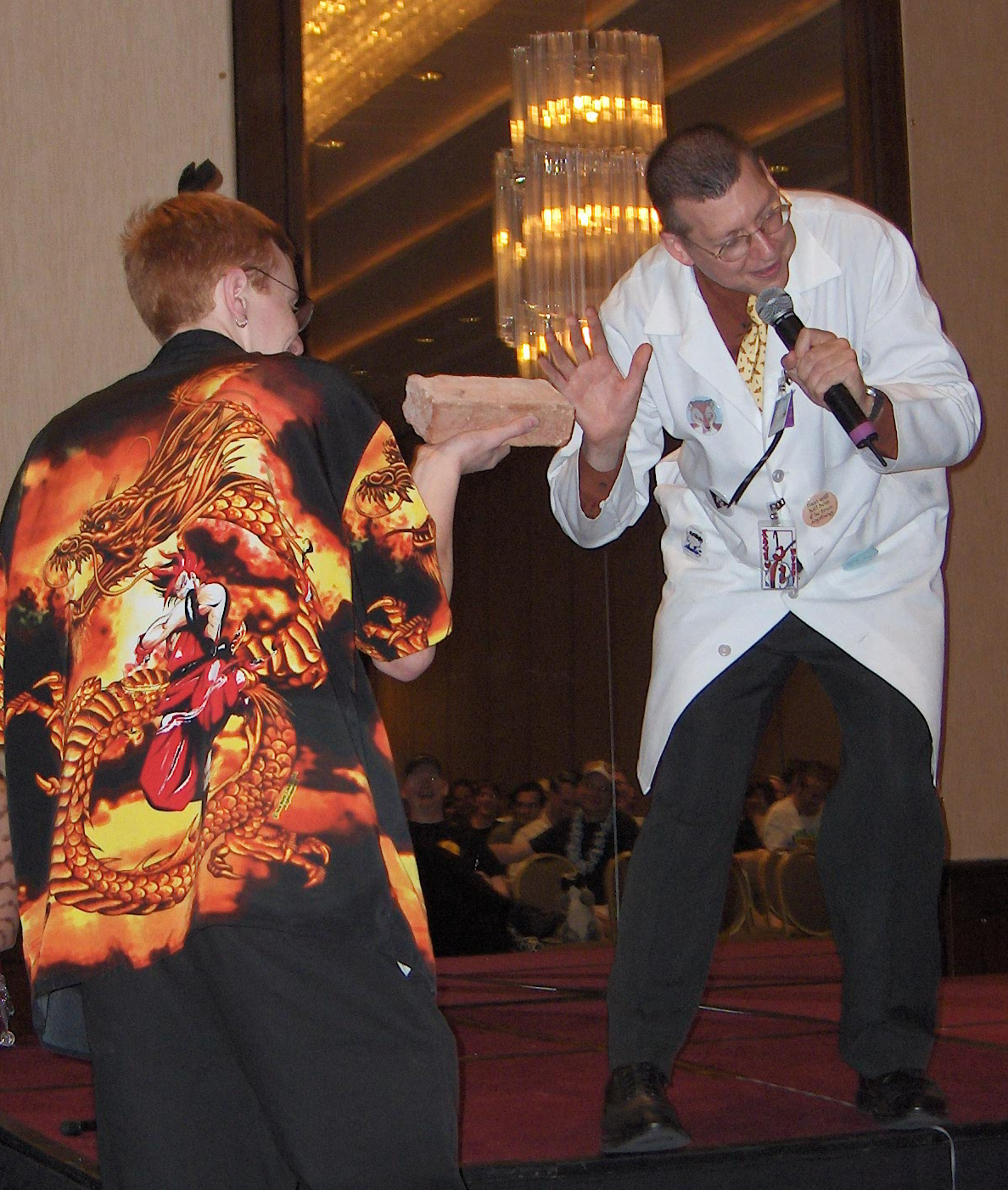
2006年，康威以 200 美元的價格拍賣了Anthrocon舊場地亞當馬克酒店（Adam's Mark Hotel)的「最後一塊磚」。

康威於1997年在奧爾巴尼的Anthrocon舉行了第一次拍賣活動。 此後，他主持的拍賣會僅在 Anthrocon上就為各種當地野生動物慈善機構募集了超過66000美元的善款。他在其他同好會議中，如Midwest FurFest，也有類似表現。 康威表示，他的拍賣技巧受到了菲爾·福格里奧和喬·梅休 (英語：Joe Mayhew) 的影響，內容包括幽默、訴諸同情、新奇和稀缺性。 

### 作家
儘管康威以現場說書聞名於獸迷圈，但他也是出版社各種作品中多篇短篇小说的作者。 
1998年5月，康威因對猛禽（特別是红尾鹰）的興趣而受邀撰寫一篇故事。最終產出的作品為《头脑扭曲》（英語：Tweaked in the Head），於1999年12月刊登於《Flights of Fantasy》。 隨後，他又為首期投稿，該刊物是一份融合歷史小說與人類和擬人化動物互動的同人誌。  《沃尔克瑙尔的秘密》（英語：The Secret of Wollknäul）故事背景設定在二戰末期的納粹德國，於2001年6月發表。此後，他又為該系列後續期數撰寫了《南京好鳥》（英語：The Good Bird of Nanking）和《狐狸來了》（英語：It Takes A Fox）。 
在《Anthrolations》的第5期—一份以戲劇性小說為主的雜誌中，康威投稿了《六》（英語：Six），這是一篇先前撰寫的、以其擔任紅十字志工期間參與野生動物康復工作。 該故事插畫者為Synnabar，並在2002年Ursa Major Awards中獲提名為「最佳擬人短篇小說」（英語：Best Anthropomorphic Short Story）。同年，他在《打破坚冰：来自新西藏的故事》（英語：Breaking the Ice: Stories from New Tibet)這部以亞北極採礦殖民地為背景的小說集中，投稿的作品《死胡同》（英語：Dead End）亦獲提名；該故事描述了一隻在酒吧工作的禿鷹，作為介紹嚴酷反烏托邦世界的引子。

### 慈善事業
2012年，康威得知當地的法蘭度餐廳（英語：Fernando's）因財務困難將面臨倒閉。自從Anthrocon遷往匹茲堡後，法蘭度餐廳一直熱情接待Anthrocon的賓客及獸迷。康威透過Twitter及YouTube發出呼籲，最終募集超過21,000美元的捐款，成功幫助該餐廳持續營運。 

## 其他活动
康威在大學期間曾是聲樂團體Ursinius Meistersingers及表演藝術榮譽社團Pi Nu Epsilon（ΠΝΕ）的成員。 1989年，他成為美國红十字會災害服務的義工，但因認為該組織高層存在腐败现象，而於1998年退出。他曾在賓夕法尼亞州馬爾文擔任災害管理協調員。
1990年3月，康威成為一位4歲罹患亨特氏症的馬克·史蒂文森（英語：Mark Stevenson）的實驗性骨髓捐贈者。 此次手術為首次採用非親屬捐贈者進行的手術且獲得成功；馬克最終活到24歲。康威積極參與美國國家骨髓捐贈計劃，據稱他曾協助新增超過500筆捐贈登記資料。
自1996年5月起，康威參與由圣路易斯华盛顿大学醫學院主辦的免費問答資源—MadSci Network。  雖然他在1997年至2000年間最為活躍，截至2009年，他仍然是該社群的一員。